# St.-Helena-Island-Nationalpark
Der St.-Helena-Island-Nationalpark (engl. St Helena Island National Park) ist ein Nationalpark in Queensland in Australien. Er liegt ungefähr 21 Kilometer östlich von Brisbane auf der kleinen, gleichnamigen Insel in der Bucht Moreton Bay des Brisbane Rivers.

## Geschichte
Die kleine Insel war das erste Gefängnis von Queensland. Im 19. Jahrhundert wurde Helena Island zur Quarantänestation und erst 1867 als Gefängnis genutzt. Die Insel wurde durch Häftlinge zum Gefängnis ausgebaut, die Rodungsarbeiten verrichteten und die Gebäude aufbauten. Auf der Insel existiert eine eigene Süßwasserquelle.
Die Insel war 67 Jahre lang ein Gefängnis für Schwerverbrecher wie Mörder. Die Regierung von Queensland inhaftierte in diesem Gefängnis zahlreiche Schafscherer, die dort während des vier Monate dauernden Schafscherer-Streiks im Jahre 1891 verhaftet wurden.
Die Häftlinge mussten schwerste Arbeit verrichteten und die Insel war wegen ihrer Isolation und ihrer strengen Regeln berüchtigt. Um 1900 befanden sich auf der Insel 300 Häftlinge. Sie mussten Ziegelsteine und Kleider herstellen oder hatten in der Landwirtschaft auf der Insel sowie in der Schiffsbauwerkstatt, Bäckerei und Fleischerei zu arbeiten.

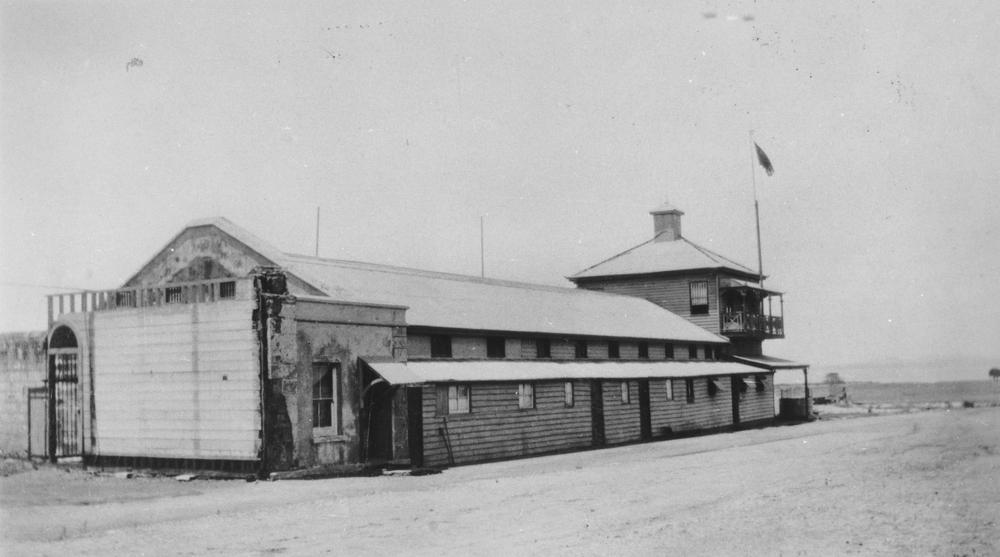
Hauptgebäude des Gefängnisses (1928)
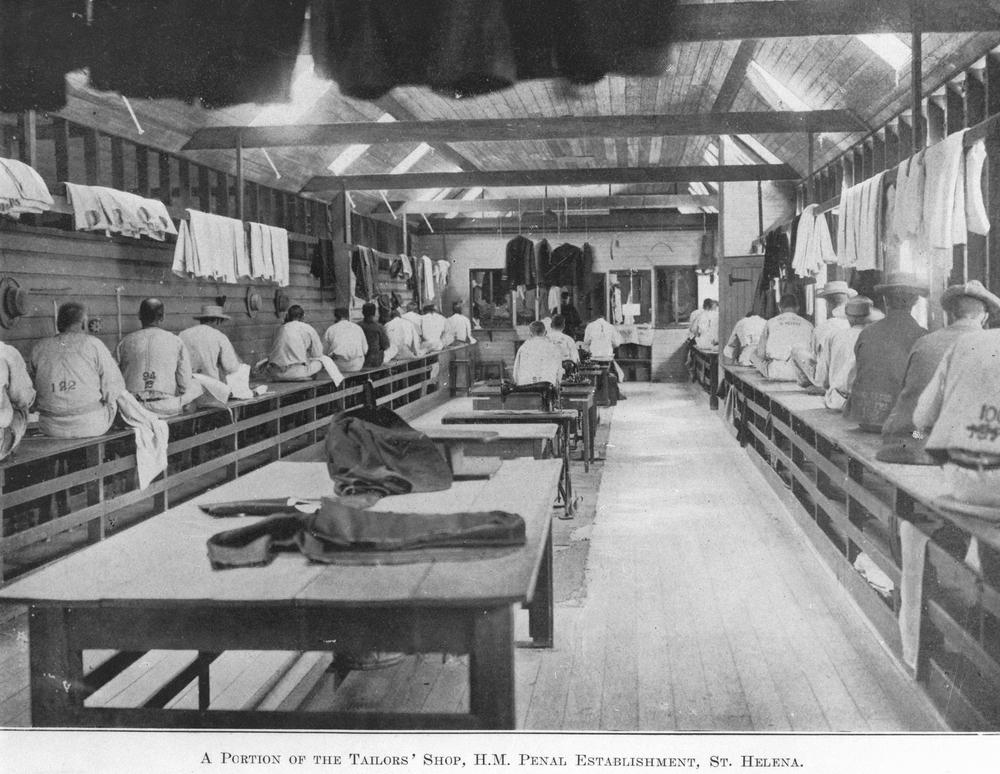
Gefangene in der Schneiderei (1911)
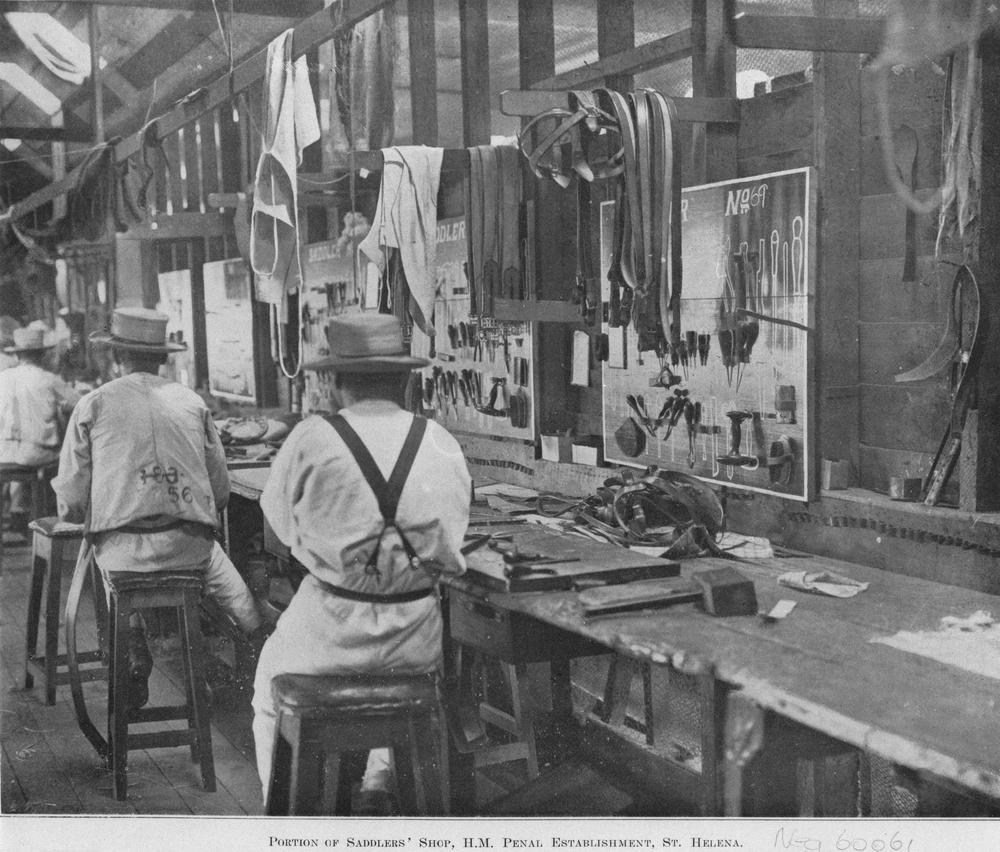
Gefangene in der Sattlerei (1911)
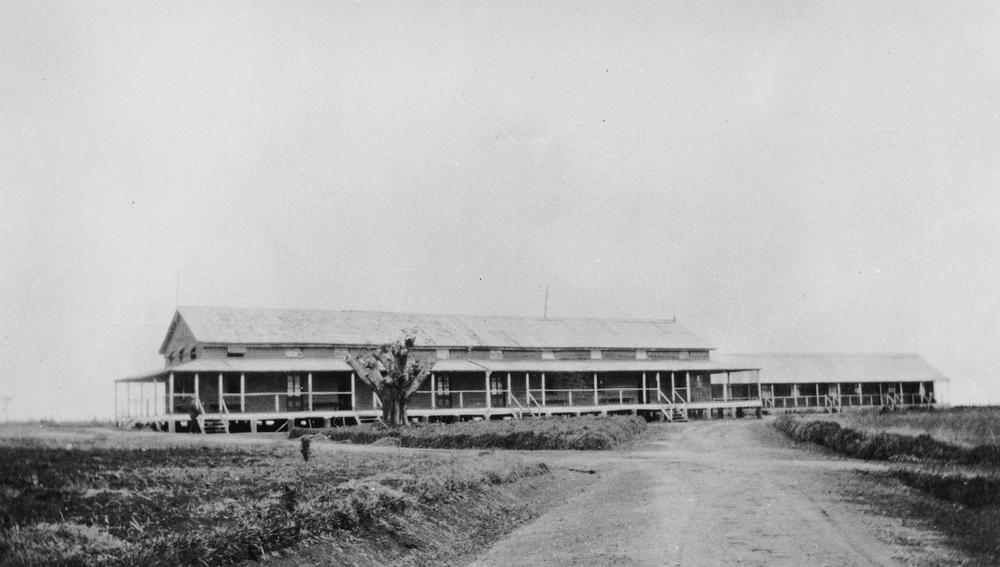
Gebäude der Gefängnisaufseher (1928)
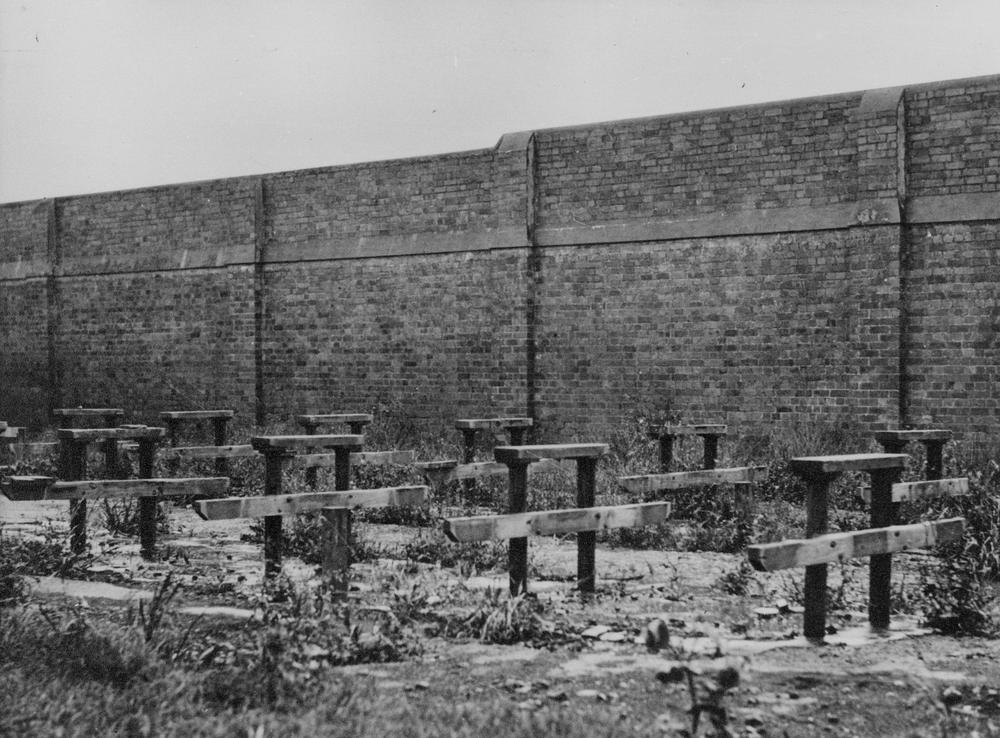
Reste der Essensbänke für die Gefangenen (um 1928) mit Gefängnismauer im Hintergrund

Die Gefängnisgebäude waren von einer hohen Steinmauer umschlossen. Die Insel wird von gefährlichen Strömungen umflutet und in der See vor der Insel schwimmen Haie. Es gab zwar zahlreiche Fluchtversuche, jedoch gelang lediglich einem Häftling im Jahre 1924 die Flucht. Der letzte Gefangene verließ St. Helena am 15. Februar 1933.
Funde belegen aber auch, dass die Aborigines schon seit Jahrtausenden die Insel aufsuchten, um in dafür günstigen Jahreszeiten Schalentiere, Dugongs und Flughunde zu erbeuten.

## Flora und Fauna
Die Mangrovenbereiche der Insel bieten den Jungtieren von vielen Fisch-, Krabben- und Schalentierarten Schutz. Gelegentlich können Delfine, Schildkröten und Dugongs in den Gewässern um die Insel beobachtet werden. Der Nationalpark ist als ein Feuchtgebiet internationaler Bedeutung auch ein wichtiges Rastgebiet für Watvögel. Während des Winters können auch Greifvögel wie Milane, Fisch- und Weißbauch-Seeadler beobachtet werden.

## Tourismus
Die Insel ist heute ein Ziel für Touristen und kann mit Schiffsfähren erreicht und besichtigt werden.
In der Nachbarschaft liegen die Nationalparks Fort Lytton, Teerk Roo Ra und Moreton Island.